# Oskar Wehr (Admiral)
Oskar Wehr (* 20. Januar 1886 in Bernkastel; † 1. Juni 1968 in Eckernförde) war ein deutscher Konteradmiral der Kriegsmarine im Zweiten Weltkrieg.

## Leben
Oskar Wehr trat am 6. April 1904 als Seekadett in die Kaiserliche Marine ein. Nach seiner Grundausbildung absolvierte er die Marineschule und kam Anfang Oktober 1906 auf das Linienschiff Zähringen. Hier avancierte Wehr am 28. September 1907 zum Leutnant zur See und wurde Mitte April 1908 als 2. Seekadettenoffizier auf den Großen Kreuzer Victoria Louise versetzt. Am 12. Juli 1909 wurde er Oberleutnant zur See. Ab dem 21. September 1910 war er als Kompanieoffizier bei der II. Torpedodivision tätig und diente in der Folgezeit zugleich als Wachoffizier auf verschiedenen Torpedobooten. Am 1. Oktober 1912 folgte seine Versetzung auf den Schlachtkreuzer Von der Tann. Hier war Wehr zunächst als Wachoffizier tätig. Nach Ausbruch des Ersten Weltkriegs fungierte er ab Mai 1915 als 1. Torpedo-Offizier, stieg am 17. Oktober 1915 zum Kapitänleutnant auf und nahm an der Skagerrakschlacht teil. Zugleich war er vom 31. März 1916 bis zum 31. März 1917 Adjutant auf dem Schiff. Daran schloss sich vom 16. April bis zum 30. Juni 1917 eine Verwendung als Lehrer an der U-Boot-Schule an, bevor er eine Lehrtätigkeit auf dem Torpedoschulschiff Württemberg übernahm.
Dieses Kommando führte Wehr über das Kriegsende hinaus bis zum 21. Februar 1919. Anschließend war er Chef der VI. Torpedobootsflottille und befand sich nach der Selbstversenkung der Kaiserlichen Hochseeflotte in Scapa Flow vom 22. Juni 1919 bis zum 31. Januar 1920 in Kriegsgefangenschaft.
Nach seiner Entlassung und Rückkehr nach Deutschland wurde Wehr in die Reichsmarine übernommen und zunächst zur Verfügung des Chefs der Marinestation der Ostsee gestellt. Für wenige Tage war er Kommandeur der Kommandiertenabteilung dieser Marinestation, bevor Wehr am 5. Juni 1920 zum Leiter des Aufbaustabes an der Marineschule Mürwick ernannt wurde. Zugleich diente er vom 24. August 1920 bis zum 31. Dezember 1921 als Verbindungsoffizier bei der Marinefriedenskommission. Für ein Jahr lehrte er an der Torpedoschule, wurde dann als Dezernent für das Torpedowesen in das Allgemeine Marineamt der Marineleitung versetzt und am 1. Oktober 1923 zum Korvettenkapitän befördert. Als Erster Offizier war er vom 5. März 1927 bis zum 24. September 1928 auf dem Linienschiff Elsass, bevor er zum Chef des Stabes der Inspektion des Torpedo- und Minenwesens in Kiel ernannt wurde. In dieser Stellung avancierte Wehr am 1. April 1929 zum Fregattenkapitän und am 1. Februar 1931 zum Kapitän zur See. Vom 29. März 1932 bis zum 27. September 1934 folgte eine Verwendung als Kommandant des Marinearsenals Kiel. Drei Tage später erfolgte seine Verabschiedung aus dem aktiven Dienst.
Wehr wurde als L-Offizier am 1. Oktober 1934 zum Marinekommissar für den Kaiser-Wilhelm-Kanal ernannt. Nach seiner Umernennung zum E-Offizier war er ab dem 9. September 1935 Leiter der Torpedoversuchsanstalt (TVA) in Eckernförde und wurde am 1. April 1938 wieder als aktiver Offizier. Wehr erhielt am 16. April 1938 den Charakter als Konteradmiral und 1. April 1939 das Patent zu seinem Dienstgrad.
Nach dem Beginn des Zweiten Weltkriegs stand Wehr vom 18. November 1939 bis zum 14. März 1940 zur Verfügung der Inspektion des Torpedowesens bzw. des Kommandierenden Admirals der Marinestation der Ostsee. Anschließend übernahm er bis zum 25. August 1940 die neu eingerichtete Kriegsmarinedienststelle Danzig.
Im Zuge der Torpedokrise wurde er anschließend durch Kapitän zur See Kurt Utke als Kommandeur der TVA abgelöst. Nachdem mit Beginn des U-Boot-Krieges 1939 immer wieder Torpedoversager gemeldet wurden, kam es ab Juli 1940 zu Untersuchungen durch das Reichskriegsgericht, es konnte aber keine Schuld festgestellt werden. Der Oberbefehlshaber der Marine, Großadmiral Erich Raeder, ordnete aber 1941 erneut ein Ermittlungsverfahren vor dem Reichskriegsgericht an. Die Anklageschrift führte u. a. Wehr als Angeklagten aus, sodass er im Oktober 1941 an der zehnwöchigen Hauptverhandlung teilnehmen musste. Oskar Wehr wurde zu zwei Jahren und sechs Monate wegen Pflichtverletzung und falscher Bewertung verurteilt. Im Februar 1942 wurde die Haftstrafe in Ehrenstrafe mit Festungshaft umgewandelt und sechs Monate später erfolgte die Haftentlassung. Wehr wurde der Luftwaffe als Experte für Torpedofragen zur Verfügung gestellt, wobei 1944 die Strafe ganz aufgehoben wurde. Am 31. Oktober 1942 war er bereits aus der Marine verabschiedet worden.
Am 14. September 1918 heiratete er in Flensburg Marie Petersen (1893–1919). Nach dem Tod seiner ersten Ehefrau heiratete Wehr am 16. März 1921 die Zwillingsschwester seiner ersten Frau, Doro Petersen.